# Breznicioara
Breznicioara – wieś w Rumunii, w okręgu Mehedinți, w gminie Stângăceau. W 2011 roku liczyła 86 mieszkańców.